# Oceanside (California)
Oceanside è una città degli Stati Uniti d'America, situata nella  Contea di San Diego, nella California meridionale. Al 2007 la città possedeva una popolazione di 173 303 abitanti.
Insieme alle città di Carlsbad (California) e Vista (California), Oceanside forma un unico agglomerato urbano.

## Infrastrutture e trasporti
La città è servita dal servizio ferroviario suburbano Sprinter, che la collega con Escondido, dalle linee Inland Empire e Orange County del servizio ferroviario suburbano di Los Angeles Metrolink e dal servizio ferroviario suburbano Coaster di San Diego.
L'Old Cemetery della Mission San Luis Rey de Francia di Oceanside fu sede delle riprese della serie su Zorro.